# Liste des cuirassés français
Ceci est la liste des cuirassés de la Marine française  entre 1859 et 1945.
Les dates indiquées sont les dates de lancement des navires.

## Contexte et concepts
Le terme de cuirassé apparut peu avant 1860, d'abord comme adjectif, à la construction des premières frégates cuirassées, avant de devenir un nom en 1872 lors de la nouvelle classification.
La Marine française connut plusieurs axes de développement de ce type de navire.
- La première génération était à batteries, comme les frégates et autres navires dont elle dérivait.

Des innovations techniques vinrent renforcer cette conception : d'abord une batterie centrale d'artillerie avec des canons secondaires autour protégés dans des barbettes, concept qui évolua au profit de la dispersion de toute l'artillerie en barbettes sur les deux flancs.
Durant cette période, la France développa aussi des versions réduites de cuirassés devant servir dans des stationnements à l'étranger (corvettes cuirassées), pour la protection des colonies ainsi que des batteries flottantes de défense côtière (garde-côtes cuirassés).
- Les Pré-Dreadnoughts, adoptés à la fin des années 1890, avaient une disposition en losange des pièces d'artillerie.
- Juste avant la Première Guerre mondiale le nouveau programme de cuirassés de type Dreadnought fut écourté par l'approche de la guerre.
- Dans les années 1930, la France opta pour des cuirassés rapides rivaux à la construction allemande.

## Cuirassés de haute mer

### Cuirassés à batteries

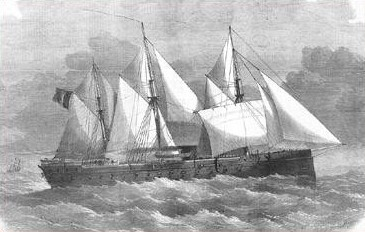
La Gloire

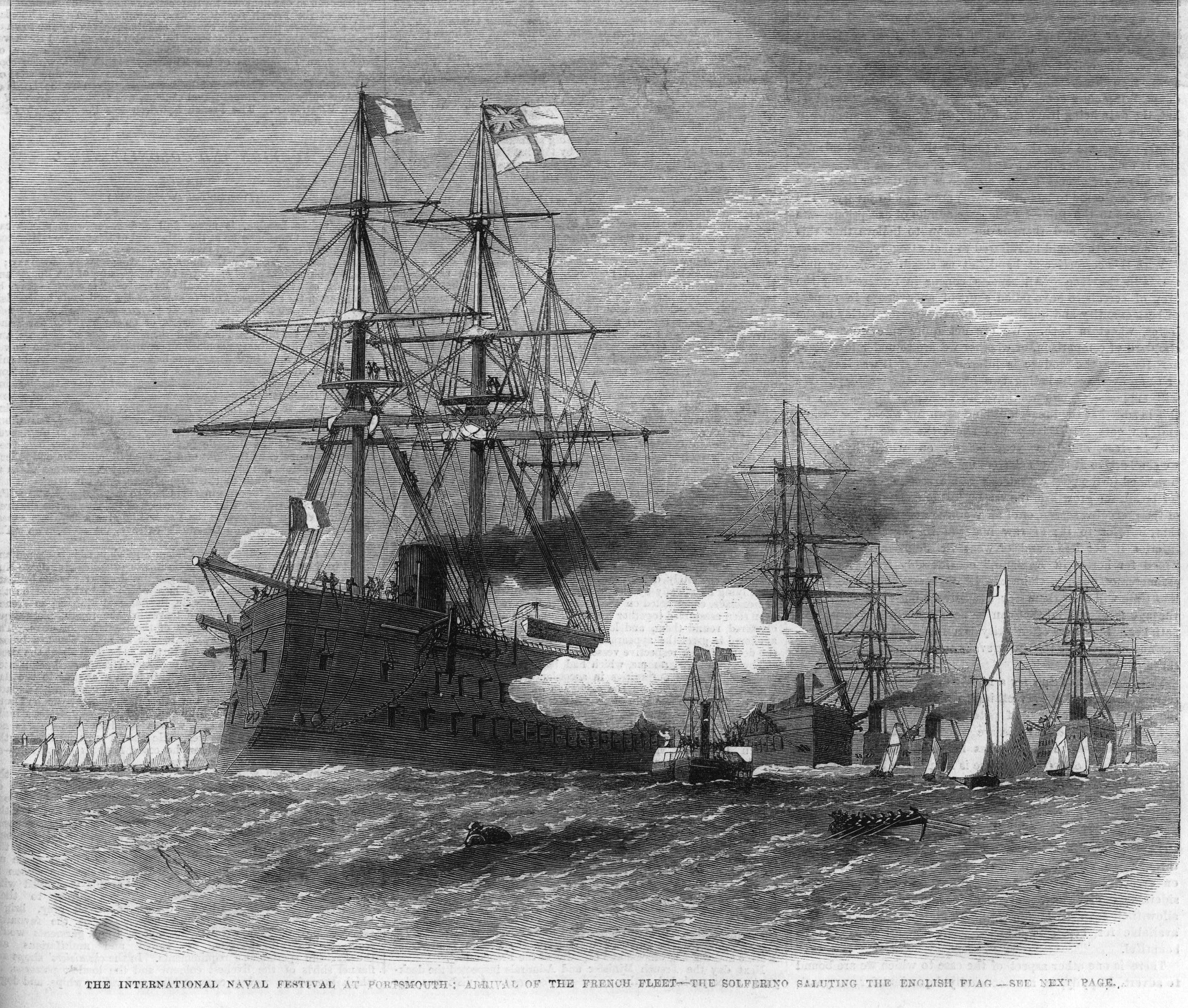
Solférino

- Classe Gloire :
  - Gloire (1859) - 1879
  - Normandie (1860) - 1871
  - Invincible (1861) - 1872
  - Couronne (1861) - 1910
- Classe Magenta :
  - Magenta (1861) - 1875
  - Solférino (1861) - 1882

- Classe Provence :
  - Provence (1863) - 1884
  - Héroïne (1863) - 1894
  - Flandre (1864) - 1886
- Classe Gauloise :
  - Savoie (1863) - 1888
  - Magnanime (1864) - 1882
  - Surveillante (1864) - 1890
  - Valeureuse (1864) - 1886
  - Gauloise (1865) - 1883
  - Revanche (1865) - 1893
  - Guyenne (1865) - 1882
- Belliqueuse (1865) -1886

### Avec batterie centrale et barbettes

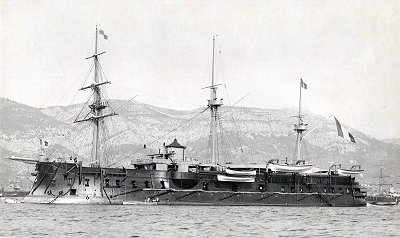
Colbert, photo Bougault

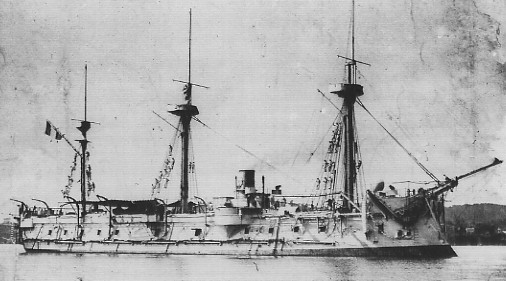
Triomphante (classe La Galissonnière)

- Classe Océan :
  - Océan (1868) - 1895
  - Marengo (1869) - 1896
  - Suffren (1870) - 1897
- Friedland (1873) - 1902
- Richelieu (1876) -1900

- Classe Colbert :
  - Colbert (1875) - 1900
  - Trident (1876) - 1904
- Redoutable (1876) - 1910
- Classe Dévastation :
  - Dévastation (1879) - 1923
  - Courbet (1882) - 1910

- Classe Alma :
  - Alma (1867) - 1886
  - Armide (1867) - 1887
  - Jeanne d'Arc (1867) - 1883
  - Thétis (1867) - 1895
  - Atalante (1868) - 1887
  - Montcalm (1868) - 1891
  - Reine Blanche (1868) - 1886
- Classe La Galissonnière :
  - La Galissonnière (1872) - 1894
  - Victorieuse (1875) - 1900
  - Triomphante (1877) - 1903

### Avec barbettes

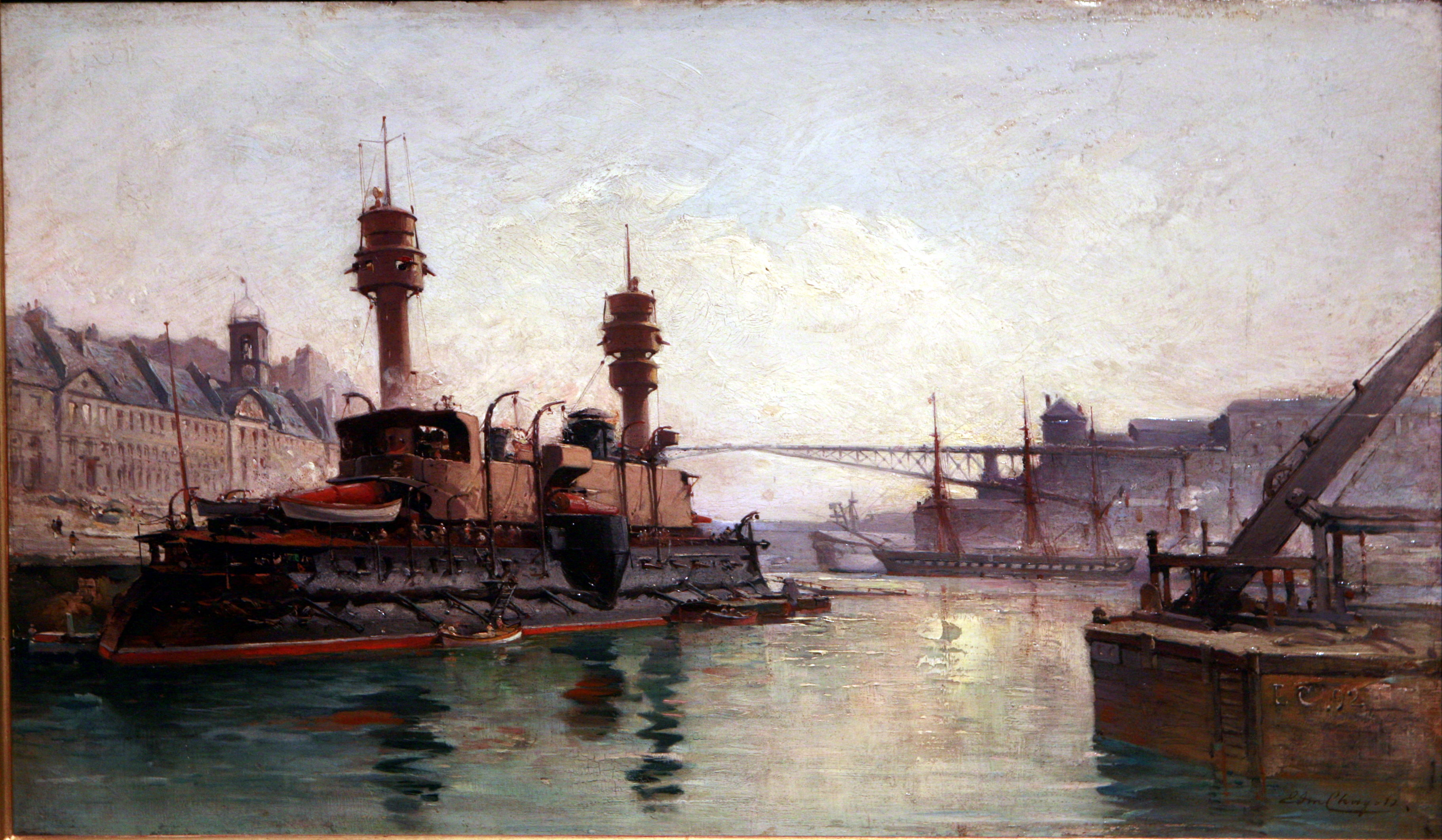
Edmond Chagot : Le cuirassé Neptune (1887) sur la Penfeld (huile sur bois, 1892, musée des beaux-arts de Brest)

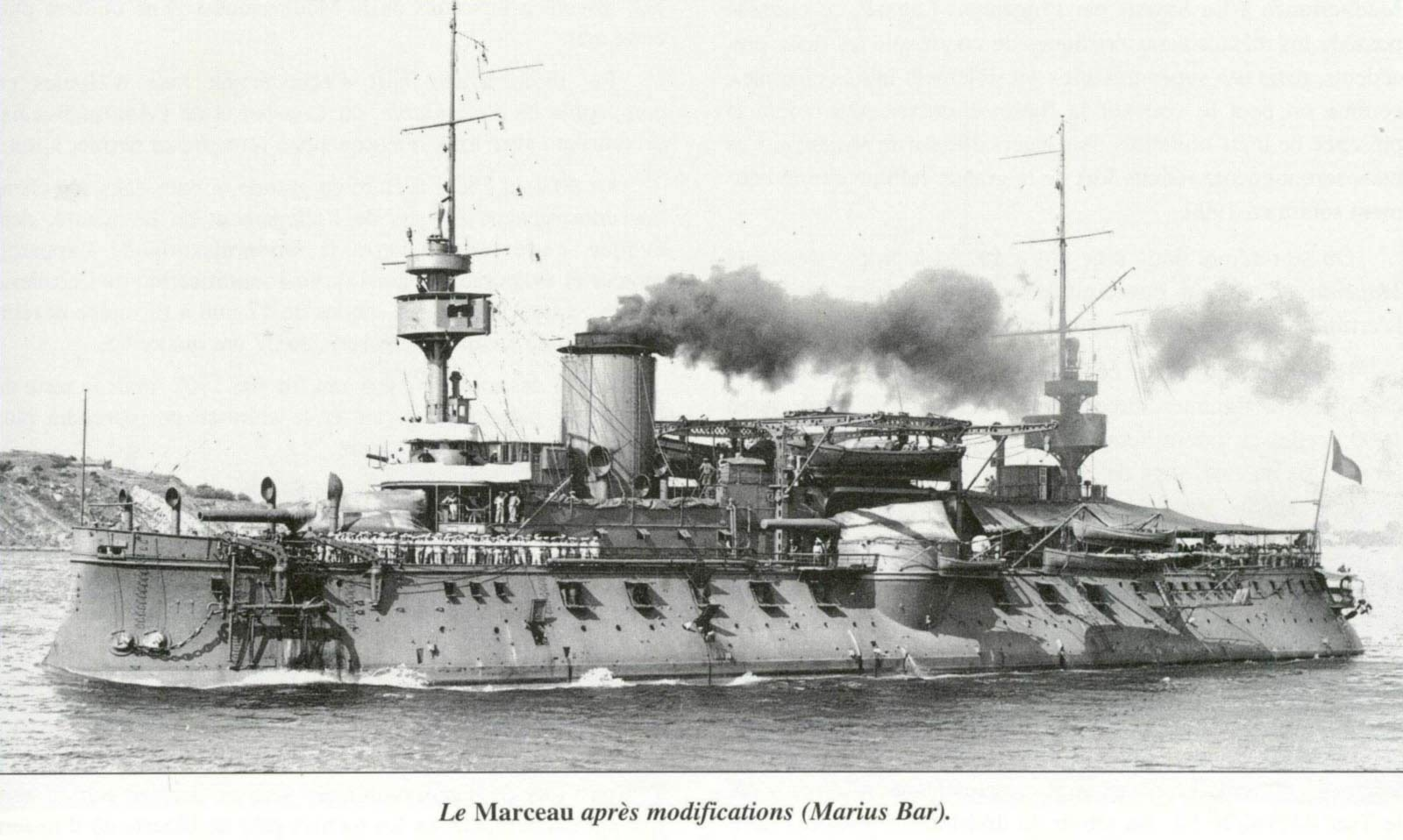
Marceau

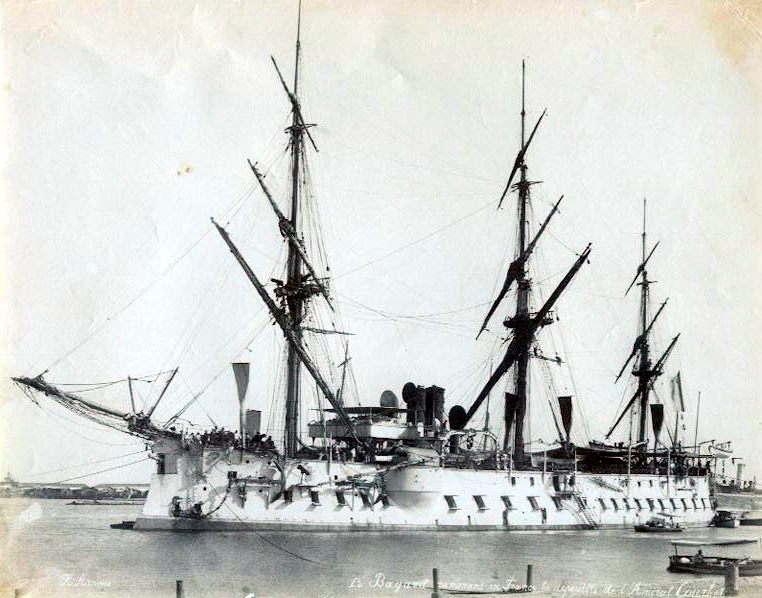
Bayard à Port-Saïd

- Amiral Duperré (1879) - 1909

- Classe Amiral Baudin :
  - Amiral Baudin (1883) - 1909
  - Formidable (1885) - 1911
- Hoche (1886) -1913
- Classe Marceau :
  - Marceau (1887) - 1922
  - Neptune (1887) - 1913
  - Magenta (1890) - 1910

- Classe Charles Martel :
  - Charles Martel - (suspendu)
  - Brennus - (suspendu)
- Classe Bayard :
  - Turenne (1879) - 1901
  - Bayard (1880) - 1910
- Classe Vauban :
  - Vauban (1882) - 1905
  - Duguesclin (1883) -1904

### Avec tourelles
- Brennus (1891) - 1922
- Flotte d'échantillons (programme naval de 1890) :
  - Charles Martel (1893) - 1921
  - Jauréguiberry (1893) - 1920
  - Carnot (1894) - 1922
  - Masséna (1895) - 1915
  - Bouvet (1896) - 1915

### Cuirassés de typePré-Dreadnought(1895-1910)

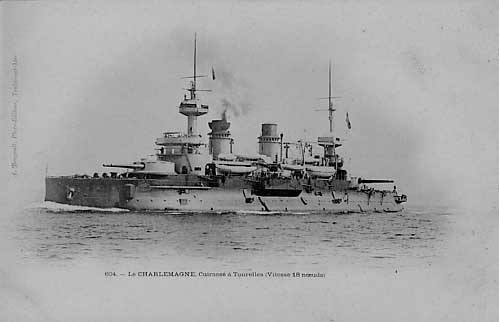
Charlemagne

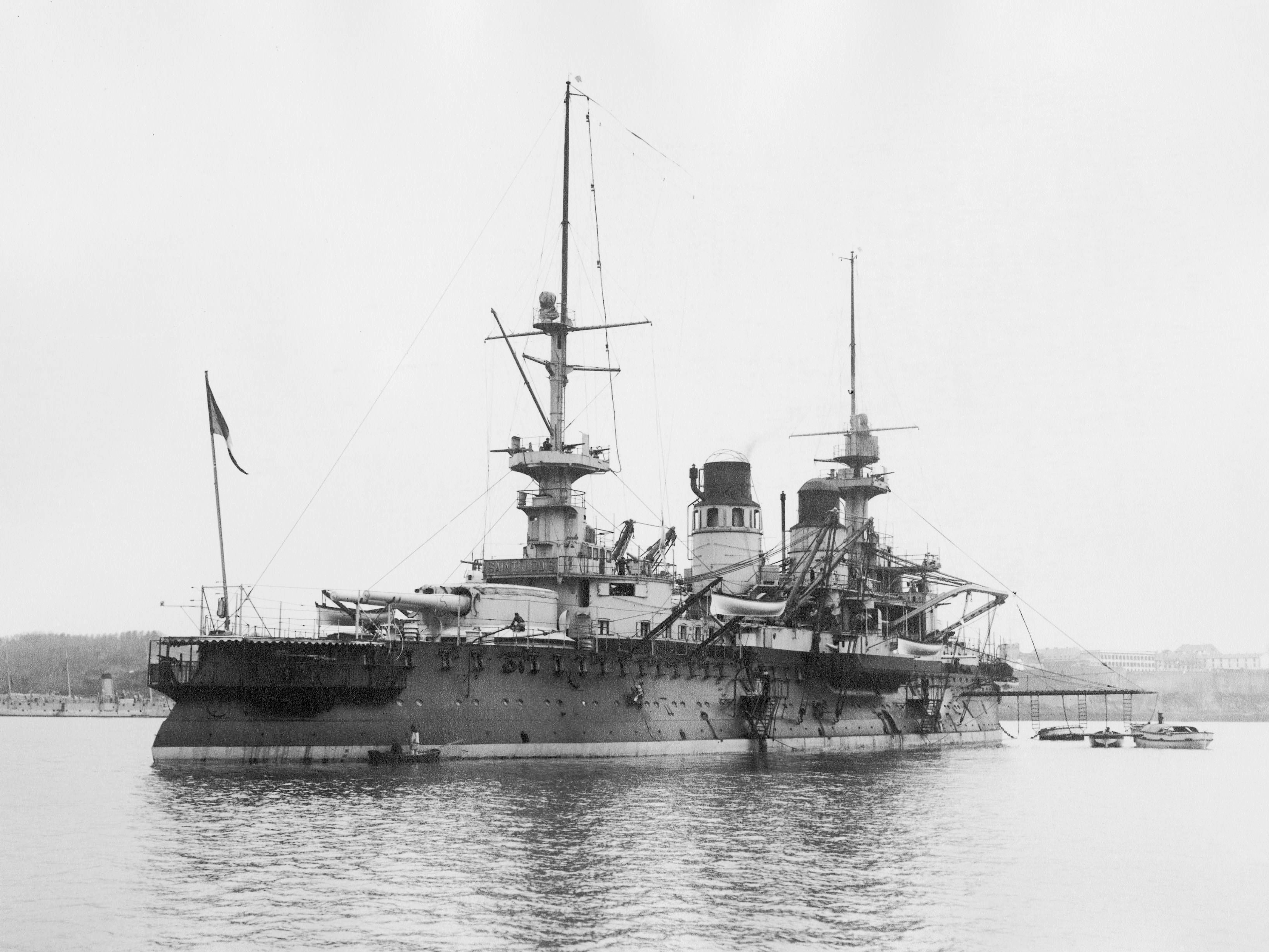
Saint-Louis

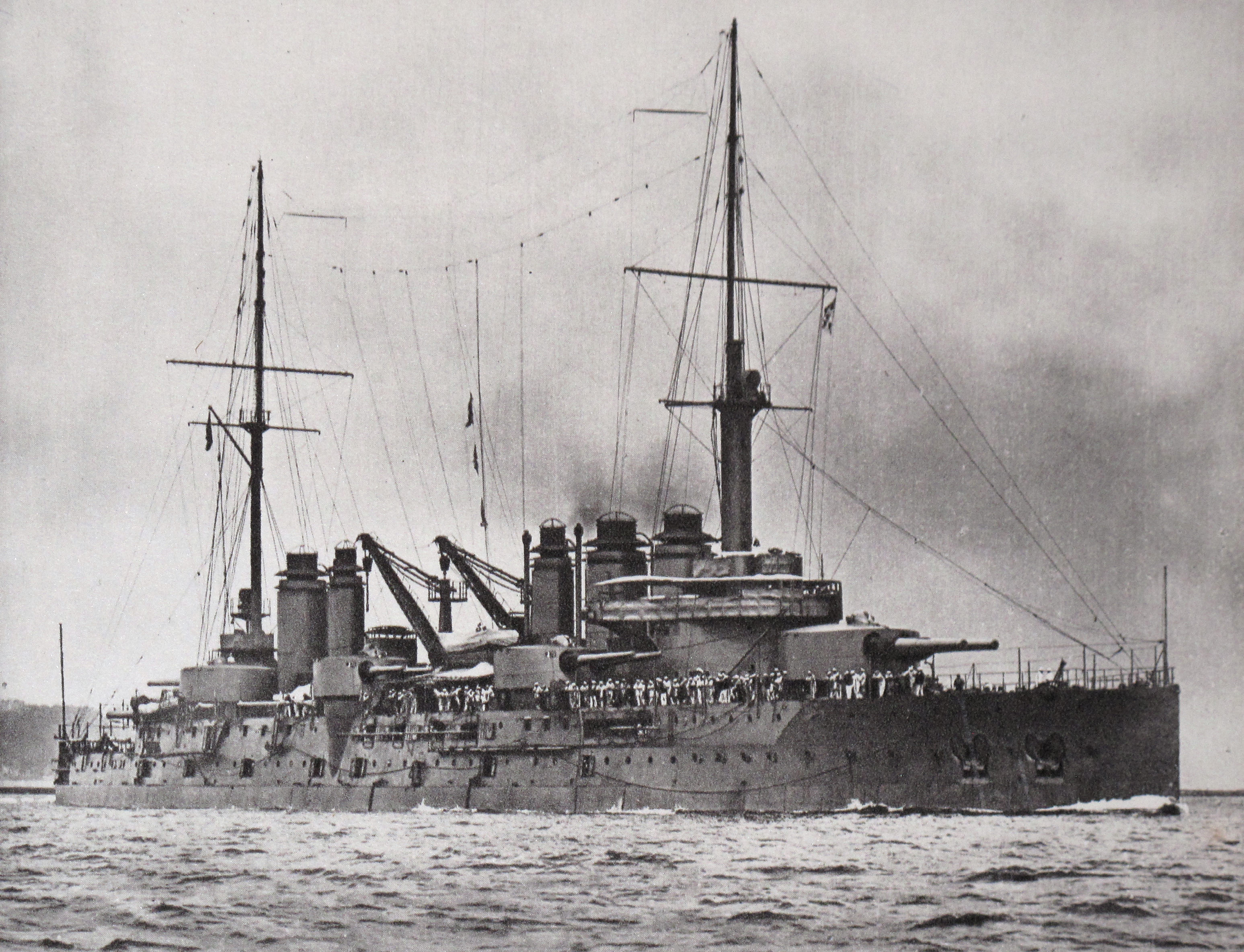
Danton

- Classe Charlemagne :
  - Charlemagne (1895) - 1920
  - Saint-Louis (1896) - 1933
  - Gaulois (1896) - 1916

- Iéna (1898) - 1907
- Suffren (1899) - 1916
- Classe République :
  - République (1902) - 1921
  - Patrie (1903) - 1928
- Classe Liberté :
  - Liberté (1905) - 1911
  - Justice (1904) - 1922
  - Vérité (1907) - 1922
  - Démocratie (1908 ) - 1921

- Classe Danton :
  -  Danton (1909) - 1917
  - Voltaire (1909) - 1935
  - Diderot (1909) - 1936
  - Condorcet (1909) - 1931
  - Mirabeau (1909) - 1921
  - Vergniaud (1910) - 1921

### Cuirassés de typedreadnoughtet super-dreadnought(1910-1920)
- Classe Courbet :

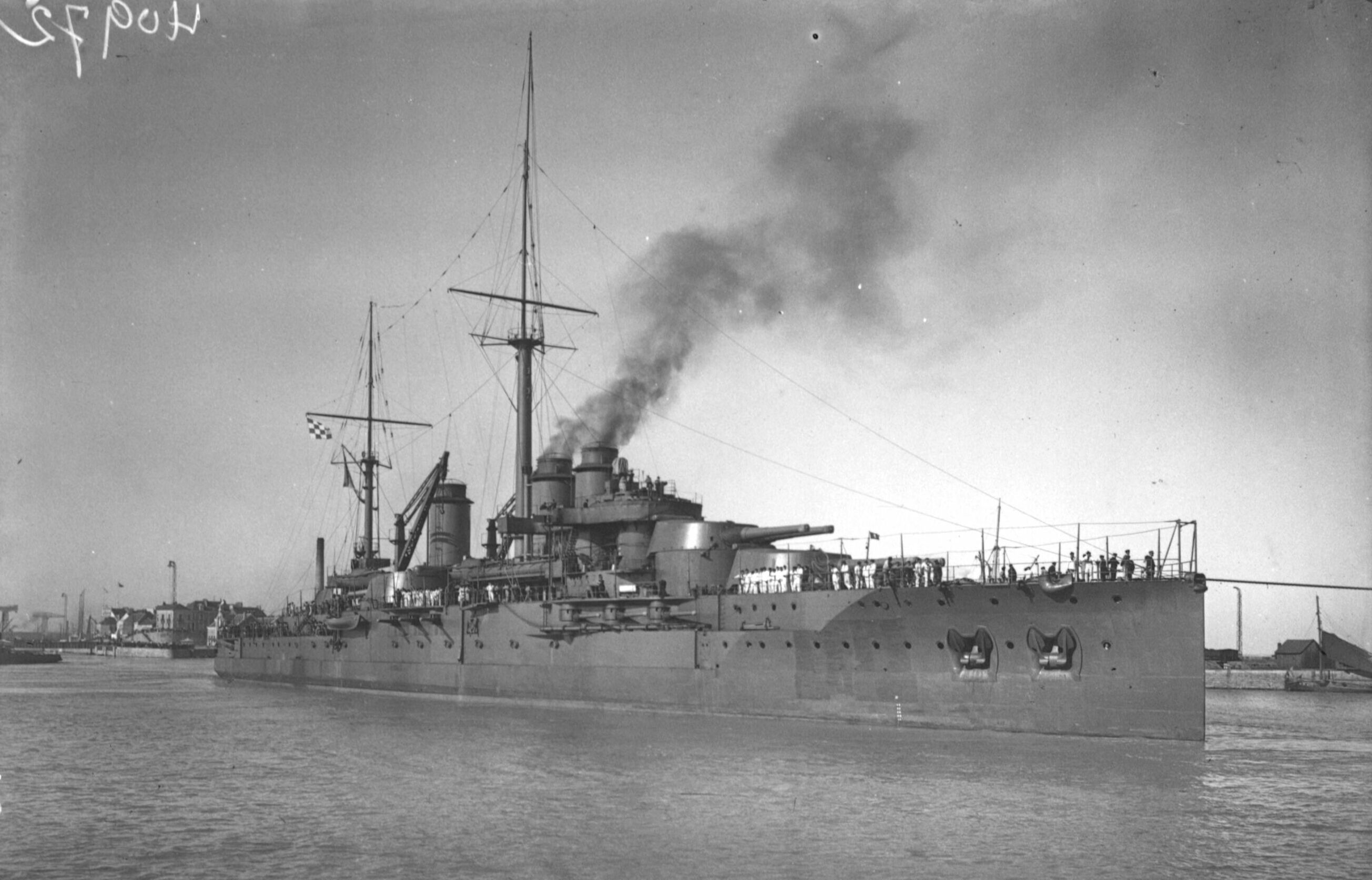
Le cuirassé France en 1914 (classe Courbet).

  - Jean Bart puis Océan (1911) - 1946
  - Courbet (1911 - 1944)
  - Paris (1912 - 1956)
  - France (1912 - 1922)

- Classe Bretagne :
  - Provence (1913 - 1942)
  - Bretagne (1913 - 1940)
  - Lorraine (1913 - 1952)
- Classe Normandie : 

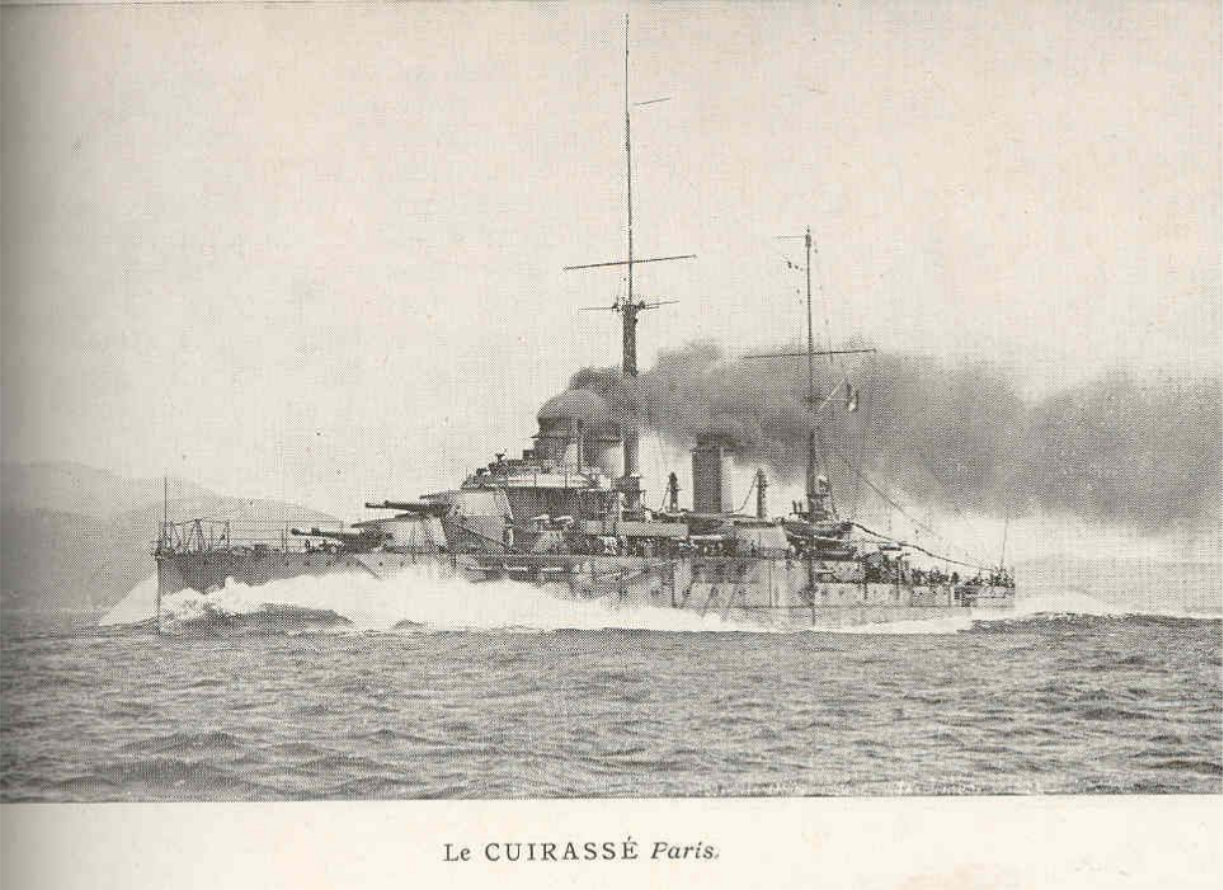
Le cuirassé Paris (classe Courbet).

  - Gascogne (1914 - 1923) (Construction abandonnée pendant la Première Guerre mondiale)
  - Normandie (1914 - 1924) (Construction abandonnée pendant la Première Guerre mondiale)
  - Flandre (1914 - 1924) (Construction abandonnée pendant la Première Guerre mondiale)
  - Languedoc (1916 - 1929) (Construction abandonnée pendant la Première Guerre mondiale)
  - Béarn (1920) Converti en porte-avions après la Première Guerre Mondiale
- Classe Lyon : (non construite) - Duquesne, Lille, Lyon et Tourville

### Cuirassés rapides (1920-1945)

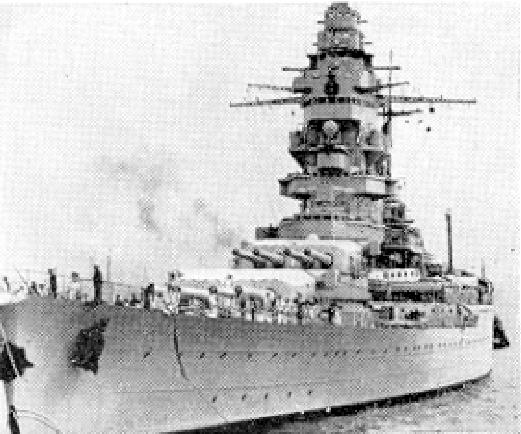
Le Dunkerque en 1939.

| Classe Dunkerque (1938 – 1942) |                |                                                                      |
| Dunkerque                      | 1938 – 1942    | Sabordé à Toulon                                                     |
| Strasbourg                     | 1939 – 1942    | Sabordé à Toulon                                                     |
| Classe Richelieu (1940 – 1967) |                |                                                                      |
| Richelieu                      | 1940 – 1967    |                                                                      |
| Jean Bart                      | 1949 – 1961    | Participe à la Seconde Guerre mondiale alors qu'il n'est pas terminé |
| Clemenceau                     | Jamais terminé | Jamais terminé                                                       |
| Gascogne                       | Annulé         | Annulé                                                               |
| Classe Alsace (annulée)        |                |                                                                      |

## Cuirassés garde-côtes

### Batteries côtières flottantes
- Classe Dévastation[1]
  - Tonnante (1855) - Condamnée en 1871
  - Dévastation (1855) - Condamnée en 1871
  - Lave (1855) - Condamnée en 1871
  - Foudroyante (1855) - Condamnée en 1871
  - Congrève (1855) - Condamnée en 1867
- Classe Palestro
  - Paixhans (1862) - Condamnée en 1871
  - Palestro (1862) - Condamnée en 1871
  - Pei Ho (1861) - Condamnée en 1869
  - Saïgon (1861) - Condamnée en 1871
- Classe Arrogante
  - Arrogante (1864) - Condamnée en 1884
  - Implacable (1864) - Condamnée en 1884
  - Opiniâtre (1864) - Condamnée en 1885
- Classe Embuscade
  - Embuscade (1865) - Condamnée en 1885
  - Imprenable (1865) - Condamnée en 1882
  - Protectrice (1866) - Condamnée en 1889
  - Refuge (1866) - Condamnée en 1884
- Rochambeau (1865) - Condamné en 1872
- Onondaga (1867) - Rayé des listes en 1904

### Béliers cuirassés
- Taureau (1865) - Condamné en 1890
- Classe Bélier ou Cerbère[2]
  - Bélier (1872) - Condamné en 1896
  - Cerbère (1868) - ?
  - Bouledogue (1874) - Condamné en 1892
  - Tigre (1873) - Condamné en 1896

### Avec tourelles ou barbettes
- Classe Tonnerre, garde-côtes de 1re classe[3] :
  - Tonnerre (1875) - Rayé des listes en 1905
  - Fulminant (1877) - Rayé des listes en 1908
  - Furieux (1883) - Rayé des listes en 1913
- Classe Tempête, garde-côtes de 2e classe :
  - Tempête (1876) - Rayé des listes en 1907
  - Vengeur (1878) - Rayé des listes en 1905
  - Tonnant (1880) - Rayé des listes en 1902
- Classe Terrible ou Indomptable[4] :
  - Terrible (1881) - Rayé des listes en 1908
  - Indomptable (1883) - Rayé des listes en 1910
  - Requin (1885) - Rayé des listes en 1920
  - Caïman (1885) - Rayé des listes en 1910
- Classe Bouvines[5] :
  - Bouvines (1892) - Rayé des listes en 1918
  - Amiral Tréhouart (1893) - Démoli en 1922
- Classe Valmy :
  - Valmy (1892) - Rayé en 1910
  - Jemmapes (1892) - Rayé en 1910
- Henri IV (1899) - Démoli en 1921